# Paso Campamento
Paso Campamento o Campamento és una localitat de l'Uruguai, ubicada al departament d'Artigas. Es troba sobre la ruta 4, 50 quilòmetres al sud-oest de la ciutat d'Artigas, la capital del departament.

## Població
Segons les dades del cens de 2004, Paso Campamento tenia una població aproximada de 221 habitants.
| Any  | Població |
| ---- | -------- |
| 1963 | 189      |
| 1975 | 231      |
| 1985 | 198      |
| 1996 | 130      |
| 2004 | 221      |
| 2011 | 264      |